# Joan Tarrega (cantant)
Joan Tarrega (Castelló de la Plana, (País Valencià), 1777 - Madrid, (Castella), 1843), fou un cantant espanyol.
Com els seus germans i la seva mare, Joan era posseïdor d'una magnifica veu. El seu pare l'envia estudiar a València, ingressant com a infant de cor en el Col·legi del Patriarca (avui Reial Col·legi del Corpus Christi de València), on ja cridà l'atenció per la seva bella veu de tiple. Posteriorment cantà com a tenor en la Catedral de València, i després en les Reales Descalzas de Madrid, quan ja s'havia ordenat de sacerdot, i, finalment en la Capella Reial, aconseguint.
Tàrrega morí de la impressió que li produí haver estat robat pel celebra lladre Candelas quan ell es trobava al llit dormint. Saldoni deia que no havia escoltat un altre tenor que la seva veu tingues tanta força, la pastositat, l'afinació i el timbre de la de Tàrrega.